# Sebesvonat

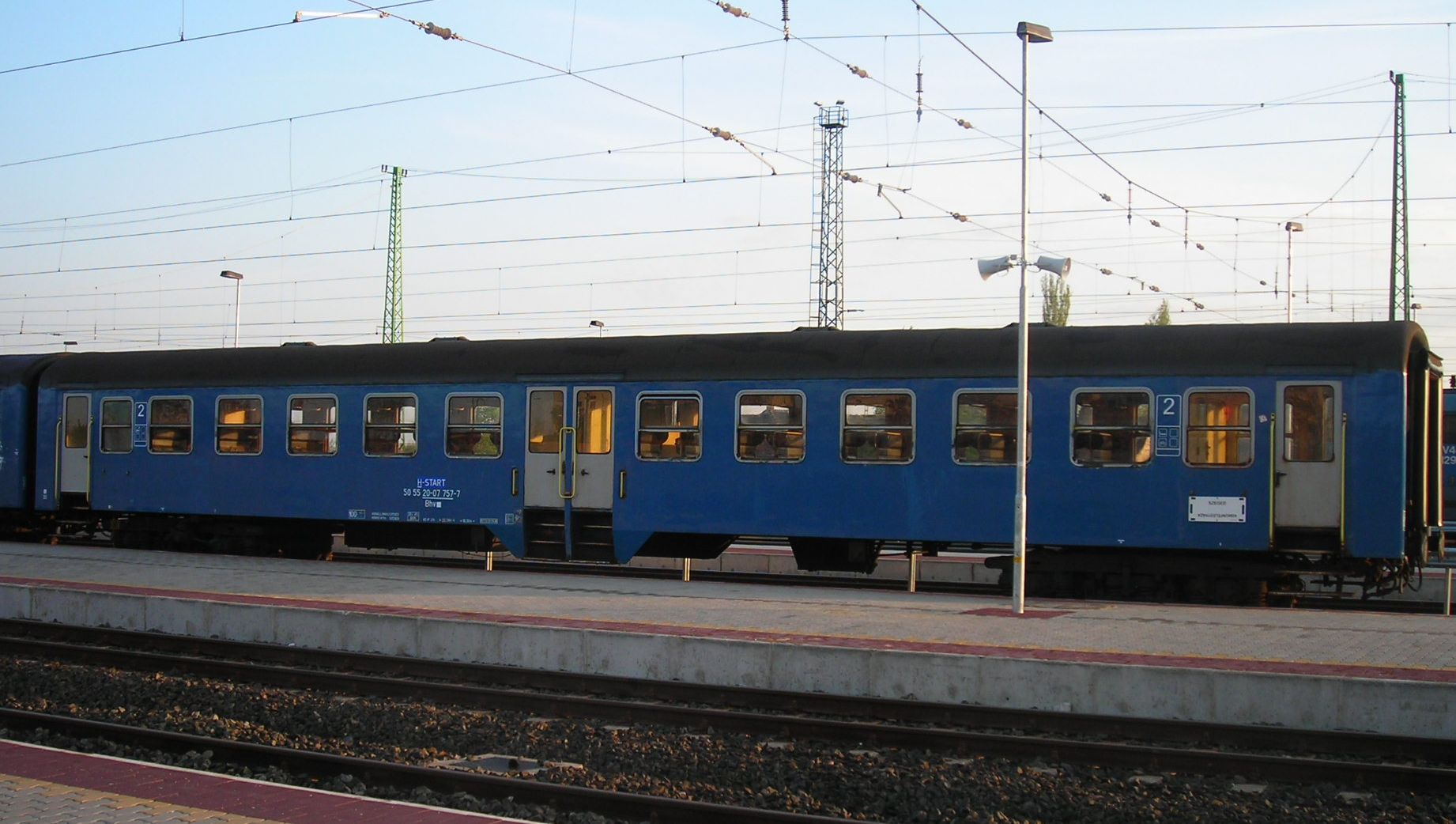
A sebesvonatok ilyen kocsikkal közlekedtek Békéscsaba és Szeged között

A sebesvonat egy olyan vonattípus, amely a vonalának bizonyos szakaszán általában minden állomáson és megállóhelyen megáll, míg a fennmaradó szakaszon kevés kivétellel mindenütt áthalad (budapesti elővárosi megfelelője a zónázó személyvonat). A gyorsvonatnál több, a személyvonatnál viszont kevesebb állomáson áll meg; lényegében a vasútvonal egyik szakaszán személy-, a másikon gyorsvonati megállással közlekedik, kizárólag 2. osztályú, nemdohányzó kocsikkal. A menetrendben a sebesvonatokat fekete vagy zöld betűkkel jelzik. A 2010/2011-es menetrendben a sebesvonatokat piros betűkkel ábrázolták, és a vonatszám előtt egy „S” betű volt található.

## Története
Az 1990-es évek elején, az InterCity vonatok megjelenésekor a korábbi távolsági személyvonatok a sebesvonat kategóriába kerültek át.
A 2000-es évek elején, a menetrendváltáskor megszűntek a sebes- és expresszvonatok, és összevonták őket a gyorsvonatokkal. 2009 végéig néhány expressz kivételével teljesen eltűntek ezek a vonatfajták. A 2009/2010-es menetrend bevezetésével viszont újra közlekedik sebesvonat, (Gyula–)Békéscsaba–Szeged, Nagykanizsa–Dombóvár, valamint Budapest-Déli pályaudvar–Pécs között. A 2010/2011-es menetrend bevezetésével tovább bővült a sebesvonatok köre, például a korábban Záhony–Nyíregyháza–Debrecen–Szolnok–Budapest-Nyugati pályaudvar és a Sátoraljaújhely–Szerencs–Miskolc-Tiszai–Budapest-Keleti pályaudvar között közlekedő gyorsvonatok átsorolásával. 2013. május 15. és 2022. december 11. között egyes sebesvonatokra is kellett gyorsvonati pótjegyet váltani, bár voltak, akik mentességet kaptak ez alól. (1991 előtt is kellett rájuk pótjegy, aminek az ára az akkori gyorsvonati pótjegy árának a fele volt).

### Jelenleg közlekedő
Érvényes 2023. december 10-től
| Elnevezés        | Viszonylat |
| ---------------- | --- |
| S 9702-9797      | Budapest-Déli–Székesfehérvár–Balatonfüred–Tapolca (2 óránként, nyáron Kék Hullám expresszvonat és InterCityként közlekedik)                                                  |
| S 8609           | Keszthely–Fonyód–Siófok–Székesfehérvár–Budapest-Déli (naponta, csak ebben a viszonylatban közlekedik; nyáron InterRégióként közlekedik; korábban Keszthelyre is közlekedett) |
| S Csabai Tekergő | Békéscsaba–Szolnok–Budapest-Kelenföld–Velence–Székesfehérvár–Balatonfüred–Tapolca (nyáron hétvégente)                                                                        |
| S Fenyves        | Pécs–Dombóvár–Kaposvár–Fonyód–Balatonszentgyörgy–Keszthely (nyáron naponta; régebben expresszvonatként közlekedett)                                                          |
| S Lesence        | Szombathely–Celldömölk–Ukk–Tapolca–Keszthely (nyáron naponta; régebben gyorsvonatként közlekedett)                                                                           |
| S Tanúhegy       | Győr–Pápa–Celldömölk–Ukk–Tapolca–Keszthely (nyáron naponta; régebben expresszvonatként közlekedett)                                                                          |
| S Tisza-tó       | Budapest-Keleti–Hatvan–Füzesadony–Tiszafüred–Balmazújváros (nyáron naponta; régebben expresszvonatként közlekedett)                                                          |